# Marguerite Renoir
Pour les articles homonymes, voir Renoir.
Marguerite Houllé, dite Marguerite Houllé Renoir ou Marguerite Renoir, née le 22 juillet 1906 à Paris 20e et morte le 12 juillet 1987 à Vigneux-sur-Seine, est une monteuse de cinéma française. Elle a été la « monteuse et compagne » de Jean Renoir, durant les années 1930. Bien qu'ils n'aient jamais été mariés, le cinéaste la laissa porter son nom.

## Biographie
Marguerite Houllé commence à travailler, à l'âge de quinze ans, chez Pathé à Joinville-le-Pont où elle colorie des films. En 1927, alors qu'elle travaille au montage de La P'tite Lili d'Alberto Cavalcanti, elle croise Jean Renoir qui joue un rôle dans le film, et, en 1929, monte pour la première fois un de ses films, Le Bled, après avoir suivi le tournage en Algérie. Dès lors, elle assure le montage de presque tous les films de Jean Renoir jusqu'à La Règle du jeu en 1939. En 1932, elle vit désormais avec lui, après qu'il a quitté son épouse Catherine Hessling. L'équipe de Renoir l'appelle désormais le « petit lion ».
Marguerite appartient à une famille ouvrière, son père et son beau-frère sont syndicalistes, son frère milite au PCF. Avec elle et sa famille, Jean Renoir fait connaissance et sympathise avec Maurice Thorez, « parrain laïc d'une nièce de Marguerite », et secrétaire général du Parti communiste.
En 1936, Jean Renoir lui donne un rôle à ses côtés dans Partie de campagne, où elle joue la servante et compagne de l'aubergiste « le père Poulain », qu'interprète le réalisateur lui-même. En 1939, alors que Jean Renoir s'éloigne, Marguerite mène à bien le difficile montage de La Règle du jeu, allant même jusqu'à faire, en cabine de projection, les coupes que réclament les directeurs de salle. À l'été 1939, Renoir - alors en Italie - ne vit plus avec elle mais avec Dido Freire.
En 1940, elle devient la monteuse de Jacques Becker, qu'elle avait connu alors qu'il était jeune assistant sur La Nuit du carrefour, et dont elle va monter presque tous les films. Dans les années 1950, elle travaille également avec Luis Buñuel, puis à partir de 1962 régulièrement avec Jean-Pierre Mocky.

## Influence
Dans son article de 1956 « Montage, mon beau souci », Jean-Luc Godard la prend comme exemple d'un montage trop mécanique, expliquant qu'elle « donne souvent l'impression de couper une scène alors qu'elle allait devenir intéressante ».

## Filmographie
- 1927 : La P'tite Lili d'Alberto Cavalcanti
- 1929 : Le Bled de Jean Renoir
- 1930 : Le Petit Chaperon rouge d'Alberto Cavalcanti
- 1931 : La Chienne de Jean Renoir
- 1932 : La Nuit du carrefour de Jean Renoir
- 1932 : Boudu sauvé des eaux de Jean Renoir
- 1933 : Chotard et Cie de Jean Renoir
- 1934 : Madame Bovary de Jean Renoir
- 1935 : Toni de Jean Renoir
- 1936 : Partie de campagne de Jean Renoir
- 1936 : Le Crime de monsieur Lange de Jean Renoir
- 1936 : La vie est à nous de Jean Renoir
- 1936 : Les Bas-fonds de Jean Renoir
- 1937 : La Grande Illusion de Jean Renoir
- 1937 : Le Chemin de Rio de Robert Siodmak
- 1938 : La Marseillaise de Jean Renoir
- 1938 : La Bête humaine de Jean Renoir
- 1939 : La Règle du jeu de Jean Renoir
- 1940 : L'Or du Cristobal de Jacques Becker et Jean Stelli
- 1942 : Dernier Atout de Jacques Becker
- 1943 : Goupi Mains Rouges de Jacques Becker
- 1943 : Le Colonel Chabert de René Le Hénaff
- 1944 : L'aventure est au coin de la rue de Jacques Daniel-Norman
- 1945 : Falbalas de Jacques Becker
- 1946 : Le Couple idéal de Bernard Roland et Raymond Rouleau
- 1946 : La Rose de la mer de Jacques de Baroncelli
- 1947 : Dernier Refuge de Marc Maurette
- 1947 : Antoine et Antoinette de Jacques Becker
- 1948 : Croisière pour l'inconnu de Pierre Montazel
- 1948 : L'amore de Roberto Rossellini
- 1948 : Bagarres d'Henri Calef
- 1949 : Rendez-vous de juillet de Jacques Becker
- 1949 : Les Eaux troubles d'Henri Calef
- 1950 : Les Aventuriers de l'air de René Jayet
- 1951 : Édouard et Caroline de Jacques Becker
- 1951 : Bibi Fricotin de Marcel Blistène
- 1951 : L'Enfant des neiges d'Albert Guyot
- 1952 : Au cœur de la Casbah de Pierre Cardinal
- 1952 : Casque d'Or de Jacques Becker
- 1953 : Rue de l'Estrapade de Jacques Becker
- 1953 : Ma Jeannette et mes copains, court métrage de Robert Ménégoz
- 1954 : Touchez pas au grisbi de Jacques Becker
- 1954 : L'Amour d'une femme de Jean Grémillon
- 1954 : Ali Baba et les Quarante Voleurs de Jacques Becker
- 1956 : Cela s'appelle l'aurore de Luis Buñuel
- 1956 : La Mort en ce jardin de Luis Buñuel
- 1957 : Les Sorcières de Salem de Raymond Rouleau
- 1958 : Montparnasse 19 de Jacques Becker
- 1960 : Le Trou de Jacques Becker
- 1962 : Snobs ! de Jean-Pierre Mocky
- 1963 : Un drôle de paroissien  de Jean-Pierre Mocky
- 1964 : La Grande Frousse de Jean-Pierre Mocky
- 1965 : Le Bestiaire d'amour de Gérald Calderon
- 1966 : Masculin féminin de Jean-Luc Godard
- 1967 : Les Compagnons de la marguerite de Jean-Pierre Mocky
- 1968 : La Grande Lessive (!) de Jean-Pierre Mocky
- 1969 : Cinéma-Cinéma de Jean-Pierre Lajournade (court métrage)
- 1970 : La Fin des Pyrénées de Jean-Pierre Lajournade
- 1970 : L'Étalon de Jean-Pierre Mocky
- 1970 : Les voisins n'aiment pas la musique, court métrage de Jacques Fansten
- 1970 : Solo de Jean-Pierre Mocky
- 1971 : Le Laboratoire de l'angoisse de Patrice Leconte (court métrage)
- 1972 : Chut ! de Jean-Pierre Mocky